# Joseph Charles Philpot

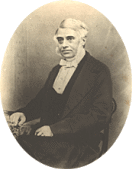
Joseph Charles Philpot

Joseph Charles Philpot (Ripple, 13 september 1802 - 9 december 1869) was een Engelse predikant.

## Levensloop
Philpot werd geboren in Ripple in het Engelse graafschap Kent, iets ten noorden van Dover. Daar was zijn vader Anglicaans predikant. Hij studeerde in Londen en in Oxford en werd op 26-jarige leeftijd in Stadhampton bevestigd tot predikant van de Kerk van Engeland.
Na een lange 'worsteling' onttrok Philpot zich in 1835 aan de staatskerk. Hij schrijft daarover in een van zijn preken: Ik verlaat de Kerk van Engeland omdat ik in haar nauwelijks een merkteken van de ware kerk bespeuren kan. Hij sloot zich aan de baptistengemeenten, die later de Gospel Standard Strict Baptists zouden worden genoemd. Philpot was een van de eerste redacteuren van het kerkblad The Gospel Standard.
In 1838 werd Philpot predikant van de Strict Baptist-gemeenten Stamford en Oakham. Tot 1864 bleef hij aan deze twee gemeenten verbonden. Zijn laatste levensjaren bracht hij door in de Londense buitenwijk Croydon. Hij stierf eind 1869. Joseph Charles Philpot ligt begraven op de Algemene Begraafplaats aan de Queens Road in Croydon.

## Bevindelijk gereformeerden
Niet alleen bij de Strict Baptists, maar ook in de bevindelijk gereformeerde kerken in Nederland wordt Philpot nog veel gelezen en staat hij bekend als zogenaamde Oudvader.
Volgens de christelijke gereformeerde hoogleraar Willem Kremer kenmerken Philpots preken zich door 'een sterk en scherp verzet tegen de vormelijkheid en daardoor kille dood, die de [Engelse Staats]kerk, waarvan men zich afgescheiden had, kenmerkte'. Daarnaast worden Philpots preken gekenmerkt door 'een verkondiging van de bevinding der gelovigen. Het geestelijke leven wordt niet alleen als noodzakelijk gesteld maar ook tot in de finesses ontleed en ik had bijna gezegd: in kaart gebracht'.
Kremer heeft naast waardering echter ook kritiek op zijn preken. Zo schrijft Kremer dat het gebruik van de Schrift in de zijn preken merkwaardig is. 'Veel woorden worden op de klank aangehaald en hebben veelal in het verband waarin zij voorkomen een geheel andere betekenis. En hierbij zijn we tegelijk aan de zwakke zijde van deze overigens diep ernstige en tere preken. De Schrift wordt eigenlijk gebruikt om eigen visie op het werk der genade te bevestigen. Daarbij wordt uitgegaan van een bepaalde beschouwing van de Schrift n.l. dat deze tot in elk woord toe een beschrijving is van het geestelijk leven van de waarachtig gelovige'.

## Boeken
- De evangeliepredikstoel. ISBN 9789061409977
- De verwachting van de huichelaar. ISBN 9789077502860
- Door Baca's vallei. ISBN 9789033605758
- Gangen van Gods kerk 1. ISBN 9789055515332
- Gangen van Gods kerk 2. ISBN 9789055515349
- Gangen van Gods kerk 3. ISBN 9789055515356
- Gangen van Gods kerk 4. ISBN 9789055515363
- Gangen van Gods kerk 5. ISBN 9789055515370
- Gangen van Gods kerk 6. ISBN 9789055515387
- Gangen van Gods kerk 7. ISBN 9789055515394
- Gangen van Gods kerk 8. ISBN 9789055515400
- Gangen van Gods kerk 9. ISBN 9789055515417
- Gangen van Gods kerk 10. ISBN 9789055515424
- Gangen van Gods kerk. ISBN 9789055515431
- Korenaren uit de volle oogst. ISBN 9789050306713
- Korenaren uit de volle oogst. ISBN 9789055515462
- Nagelaten brokken 1. ISBN 9789076450018
- Nagelaten brokken 2. ISBN 9789076450025
- Nagelaten brokken 3. ISBN 9789076450032
- Troost, troost mijn volk. ISBN 9789061408376
- Wat is het dat een zondaar zalig maakt?. ISBN 9789033115356